# Tilt (gruppo musicale)
I Tilt erano una punk rock band che si è formata in California intorno ai primi anni novanta e che si è sciolta nel 2001. Lo stile è caratterizzato da una forte melodicità musicale che si contrappone alla voce aspra e ruvida della cantante Cinder Block. I testi trattano perlopiù di tematiche politiche e sociali.

## Storia
Dopo un primo EP di debutto, On My Mind del 1992, che li fa conoscere a livello locale, nel 1993 la band fa uscire il primo album di studio, Play Cell, per la Lookout! Records. Il bassista Pete Rypins (ex-Crimpshine) viene rimpiazzato da Gabe Meline e la band cambia etichetta firmando per la Fat Wreck Chords per la quale faranno uscire tutti i successivi album. Nel 1996 Gabe Meline lascia la band che scrittura Francesco Celletti al Basso. In seguito la band si scioglie per ritornare l'anno successivo con un nuovo bassista, Jim Cheetah (ex Screw 32), che dopo breve verrà sostituito per far posto al ritorno dell'originale bassista Pete Rypins.
In seguito al definitivo scioglimento della band avvenuto intorno al 2001, dopo una breve parentesi con le Fabulous Disaster, la cantante Cinder Block ha fondato una nuova hardcore punk band, i Retching Red, dalle sonorità più furiose e meno melodiche rispetto ai Tilt.

## Formazione

### Ultima Formazione
- Cinder Block – voce
- Jeffery Bischoff - chitarra
- Vincent Camacho – batteria
- Pete Rypins – basso

### Ex componenti
- Jim Cheetah – basso
- Gabe Meline – basso
- Francesco Celletti  – basso

## Discografia

### Album
- 1993 - Play Cell (Lookout! Records)
- 1995 - Til It Kills (Fat Wreck Chords)
- 1998 - Collect 'Em All (Fat Wreck Chords)
- 1999 - Viewers Like You (Fat Wreck Chords)

### Raccolte
- 2001 - Been Where? Did What? (Fat Wreck Chords)

### EP
- 1992 - On My Mind
- 1996 - Tribute To The Pogues
- 1998 - Gun Play

### Apparizioni in compilation
- 1998 - A Compilation of Warped Music